# Eucera microsoma
Eucera microsoma is een vliesvleugelig insect uit de familie bijen en hommels (Apidae). De wetenschappelijke naam van de soort is voor het eerst geldig gepubliceerd in 1922 door Cockerell.